# Modo di decadimento
In fisica il modo di decadimento descrive un particolare modo in cui una particella decade, cioè si decompone in particelle più semplici.

## Descrizione
Per quanto riguarda il decadimento radioattivo (quello dei nuclei atomici) i possibili modi in cui possono decadere sono:
- Decadimento alfa (emissione di un nucleo di elio-4).
- Decadimento β− (emissione di un elettrone)
- Decadimento β+ (emissione di un positrone)
- Cattura elettronica
- Emissione protonica
- Fissione spontanea.

Normalmente uno di questi modi è predominante per un dato nucleo; quando questo non è vero vengono indicate le probabilità dei vari modi.
A volte un decadimento può lasciare il nucleo risultante in uno stato eccitato, che di solito decade ulteriormente emettendo l'energia in eccesso sotto forma di un fotone. Quando questi stati perdurano per tempi più lunghi di un nanosecondo sono chiamati isomeri: questi isomeri decadono dopo un certo tempo nello stato non eccitato dell'isotopo corrispondente, ma diversamente dai decadimenti il nuclide non cambia. Il decadimento dallo stato isomerico può avvenire per:
- Emissione di un fotone ad alta energia (raggio gamma)
- Ionizzazione dell'atomo (conversione interna)